# Musée de l'Aventure Peugeot
Musée de l'Aventure Peugeot är ett franskt bil- och industrimuseum beläget i Sochaux, Franche-Comté.
Musée de l'Aventure Peugeot är biltillverkaren Peugeots officiella museum. Utöver bilar visas ett stort antal andra produkter som företaget tillverkat sedan det grundandes 1810.

## Utställningsföremål (urval)

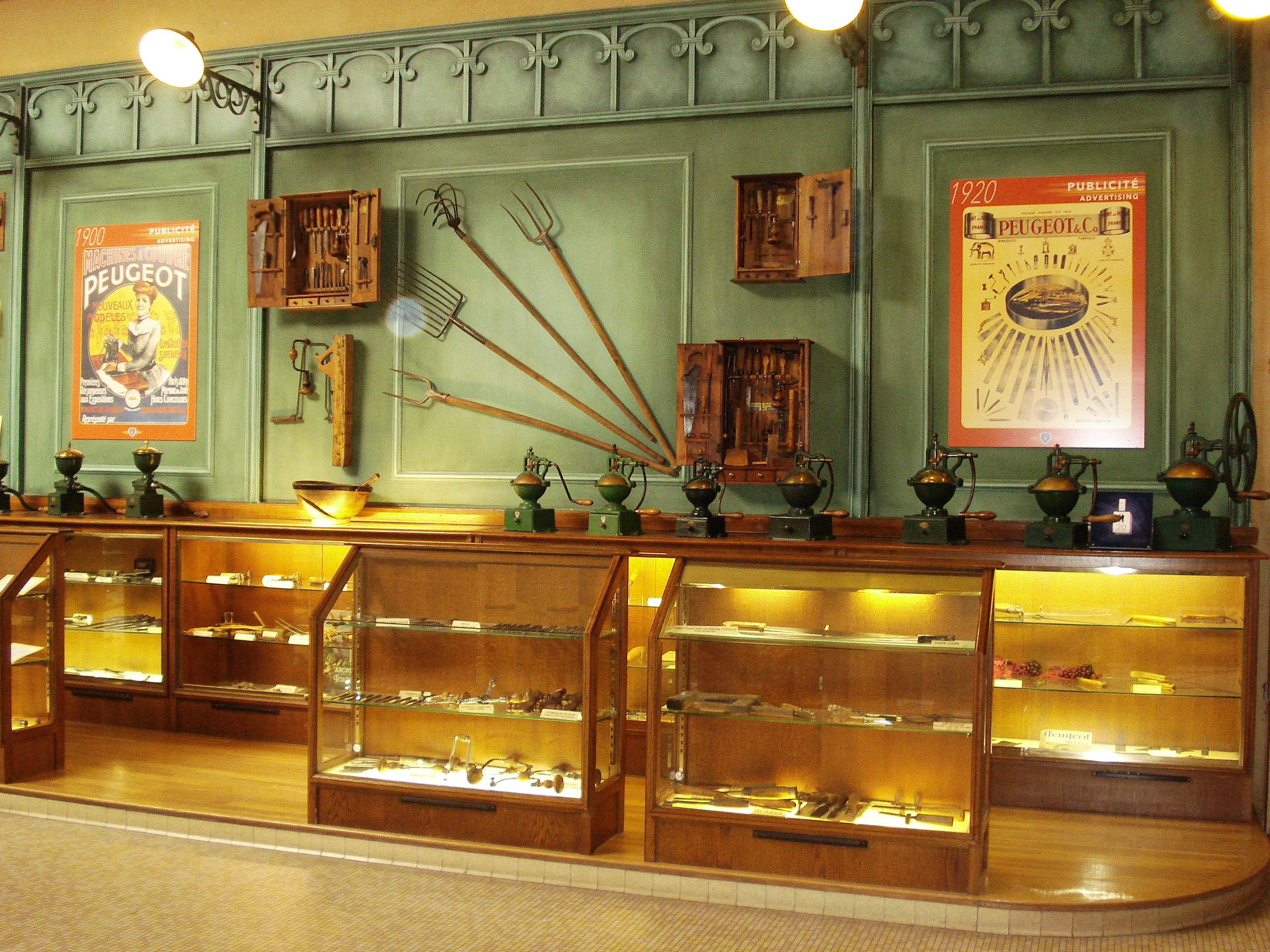
Peugeot-verktyg
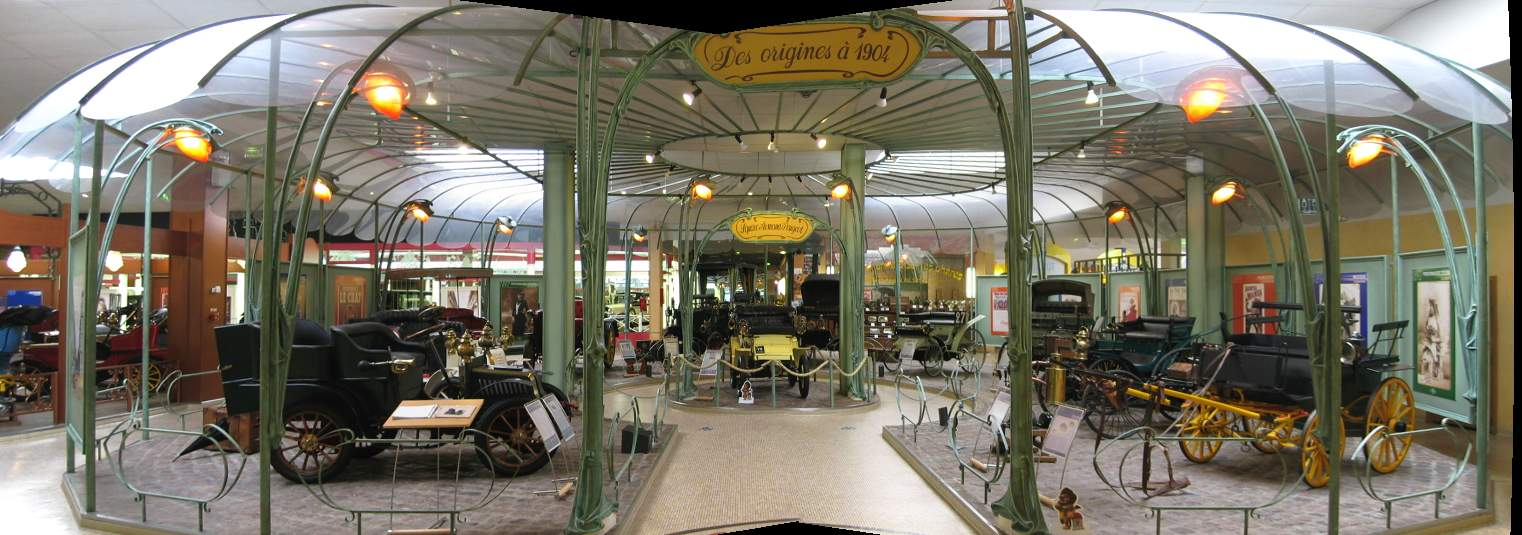
Peugeot-bilar
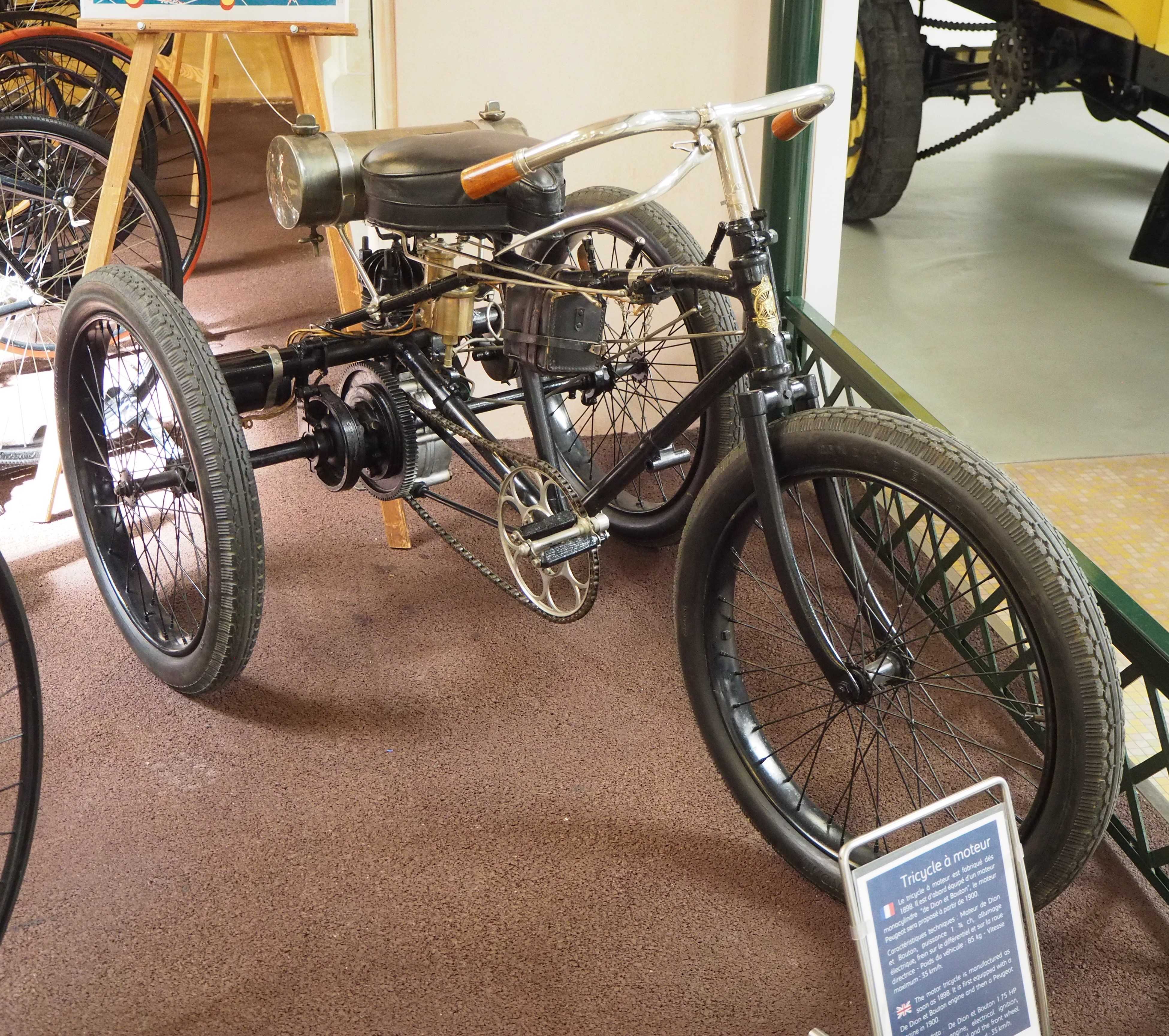
Peugeot Tricycle
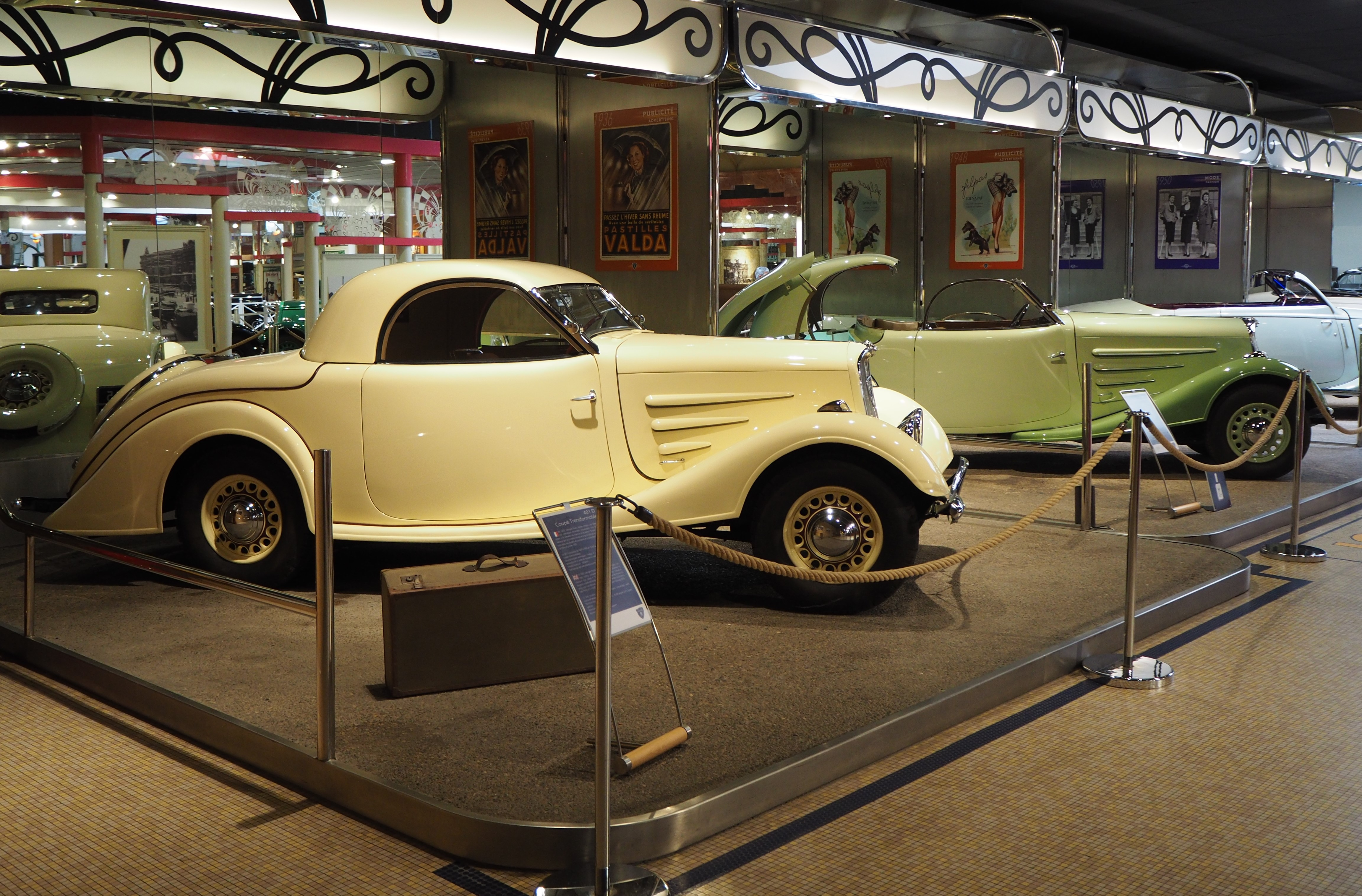
Peugeot 401 och 601
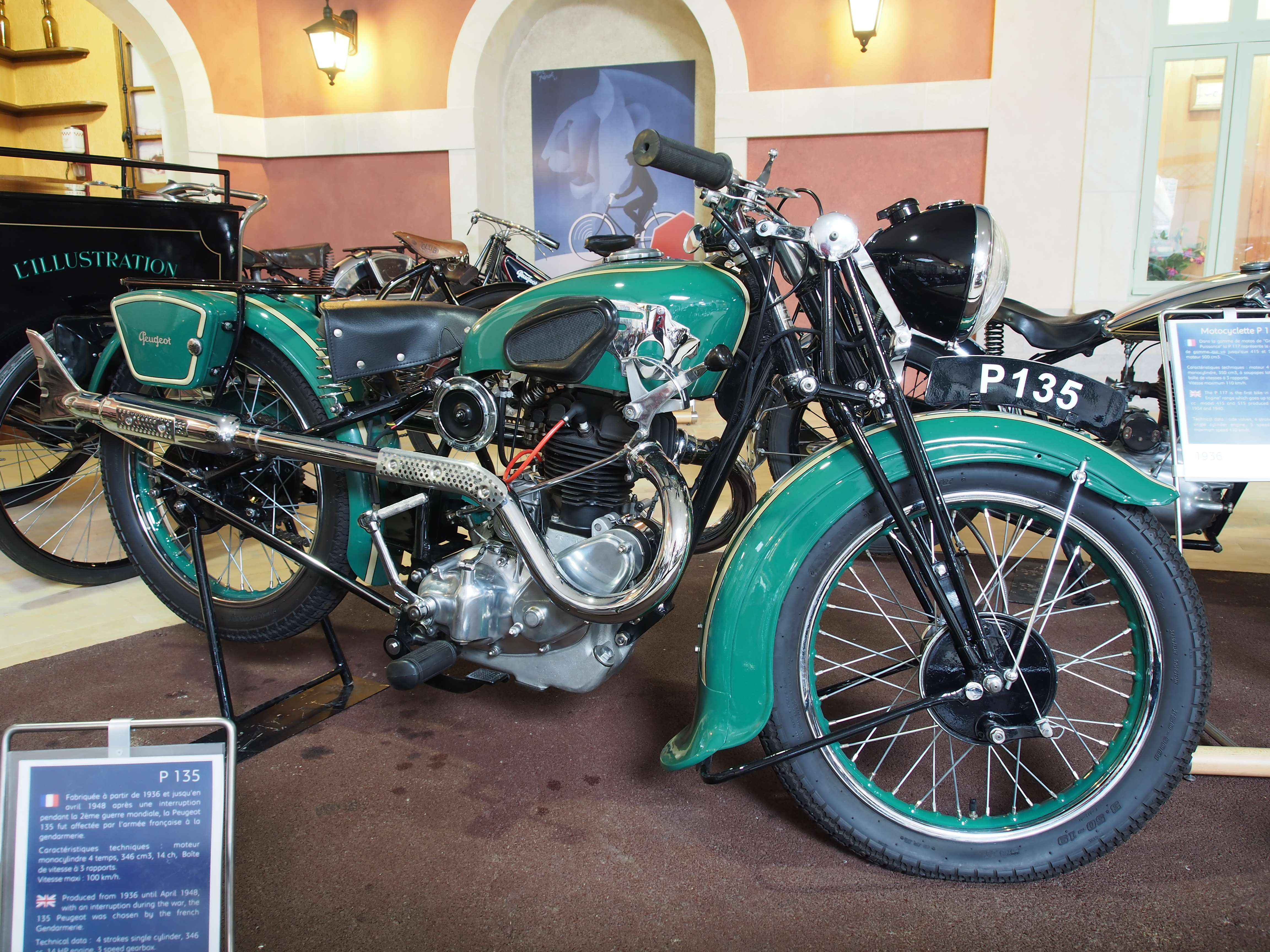
Peugeot P135